# Stagioni degli Atlanta Falcons
Questa è la lista delle stagioni sportive degli Atlanta Falcons nella National Football League che documenta i risultati stagione per stagione dal 1966 ad oggi, compresi i risultati nei play-off.

## Risultati stagione per stagione
| Cronistoriadegli Atlanta Falcons | Cronistoriadegli Atlanta Falcons | Cronistoriadegli Atlanta Falcons | Cronistoriadegli Atlanta Falcons | Cronistoriadegli Atlanta Falcons | Cronistoriadegli Atlanta Falcons | Cronistoriadegli Atlanta Falcons | Cronistoriadegli Atlanta Falcons | Cronistoriadegli Atlanta Falcons | Cronistoriadegli Atlanta Falcons | Cronistoriadegli Atlanta Falcons                                                                              |                              |
| Stagione di lega                 | Stagione di squadra              | Lega                             | Conference                       | Division                         | Stagione regolare                | Stagione regolare                | Stagione regolare                | Stagione regolare                | Play-off | Premi individuali                                                                                             |                              |
| Stagione di lega                 | Stagione di squadra              | Lega                             | Conference                       | Division                         | Pos.                             | V                                | S                                | P                                | Play-off | Premi individuali                                                                                             |                              |
| -------------------------------- | -------------------------------- | -------------------------------- | -------------------------------- | -------------------------------- | -------------------------------- | -------------------------------- | -------------------------------- | -------------------------------- | --- | --- | ---------------------------- |
| 1966                             | {{{annof}}}                      | NFL                              | Eastern                          |                                  | 7                                | 3                                | 11                               | 0                                | non disputati | Viene giocato il 1º Super Bowl, vengono inseriti nella NFL Eastern.                                           |                              |
| 1967                             | {{{annof}}}                      | NFL                              | Western                          | Coastal                          | 4                                | 1                                | 12                               | 0                                | non disputati | Inseriti nella Western Conference Division Coastal.                                                           |                              |
| 1968                             | {{{annof}}}                      | NFL                              | Western                          | Coastal                          | 4                                | 2                                | 12                               | 0                                | non disputati | |                              |
| 1969                             | {{{annof}}}                      | NFL                              | Western                          | Coastal                          | 3                                | 6                                | 8                                | 0                                | non disputati | |                              |
| 1970                             | {{{annof}}}                      | NFL                              | NFC                              | West                             | 3                                | 4                                | 8                                | 2                                | non disputati | Inseriti nella NFC West a seguito della fusione tra AFL e NFL.                                                |                              |
| 1971                             | {{{annof}}}                      | NFL                              | NFC                              | West                             | 3                                | 7                                | 6                                | 1                                | non disputati | |                              |
| 1972                             | {{{annof}}}                      | NFL                              | NFC                              | West                             | 2                                | 7                                | 7                                | 0                                | non disputati | |                              |
| 1973                             | {{{annof}}}                      | NFL                              | NFC                              | West                             | 2                                | 9                                | 5                                | 0                                | non disputati | |                              |
| 1974                             | {{{annof}}}                      | NFL                              | NFC                              | West                             | 4                                | 3                                | 11                               | 0                                | non disputati | |                              |
| 1975                             | {{{annof}}}                      | NFL                              | NFC                              | West                             | 3                                | 4                                | 10                               | 0                                | non disputati | |                              |
| 1976                             | {{{annof}}}                      | NFL                              | NFC                              | West                             | 4                                | 4                                | 10                               | 0                                | non disputati | |                              |
| 1977                             | {{{annof}}}                      | NFL                              | NFC                              | West                             | 2                                | 7                                | 7                                | 0                                | non disputati | |                              |
| 1978                             | {{{annof}}}                      | NFL                              | NFC                              | West                             | 2                                | 9                                | 7                                | 0                                | V Wild Card Game contro i Philadelphia Eagles (14-13) S Divisional play-off contro i Dallas Cowboys (27-20)                                                          | Da questa stagione le partite della stagione regolare diventano 16.                                           |                              |
| 1979                             | {{{annof}}}                      | NFL                              | NFC                              | West                             | 3                                | 6                                | 10                               | 0                                | non disputati | |                              |
| 1980                             | {{{annof}}}                      | NFL                              | NFC                              | West                             | 1                                | 12                               | 4                                | 0                                | S Divisional play-off contro i Dallas Cowboys (30-27) | |                              |
| 1981                             | {{{annof}}}                      | NFL                              | NFC                              | West                             | 2                                | 7                                | 9                                | 0                                | non disputati | |                              |
| 1982                             | {{{annof}}}                      | NFL                              | NFC                              | --                               | 5                                | 5                                | 4                                | 0                                | S First Round contro i Minnesota Vikings (30-24) | A causa di uno sciopero nella stagione si disputarono solo 9 partite e non vi furono classifiche di Division. |                              |
| 1983                             | {{{annof}}}                      | NFL                              | NFC                              | West                             | 4                                | 7                                | 9                                | 0                                | non disputati | |                              |
| 1984                             | {{{annof}}}                      | NFL                              | NFC                              | West                             | 4                                | 4                                | 12                               | 0                                | non disputati | |                              |
| 1985                             | {{{annof}}}                      | NFL                              | NFC                              | West                             | 4                                | 4                                | 12                               | 0                                | non disputati | |                              |
| 1986                             | {{{annof}}}                      | NFL                              | NFC                              | West                             | 3                                | 7                                | 8                                | 1                                | non disputati | |                              |
| 1987                             | {{{annof}}}                      | NFL                              | NFC                              | West                             | 4                                | 3                                | 12                               | 0                                | non disputati | In questa stagione a causa di uno sciopero hanno giocato una partita in meno.                                 |                              |
| 1988                             | {{{annof}}}                      | NFL                              | NFC                              | West                             | 4                                | 5                                | 11                               | 0                                | non disputati | |                              |
| 1989                             | {{{annof}}}                      | NFL                              | NFC                              | West                             | 4                                | 3                                | 13                               | 0                                | non disputati | |                              |
| 1990                             | {{{annof}}}                      | NFL                              | NFC                              | West                             | 4                                | 5                                | 11                               | 0                                | non disputati | |                              |
| 1991                             | {{{annof}}}                      | NFL                              | NFC                              | West                             | 2                                | 10                               | 6                                | 0                                | V Wild Card Game contro i New Orleans Saints (27-20) S Divisional play-off contro i Washington Redskins (24-7)                                                       | |                              |
| 1992                             | {{{annof}}}                      | NFL                              | NFC                              | West                             | 3                                | 6                                | 10                               | 0                                | non disputati | |                              |
| 1993                             | {{{annof}}}                      | NFL                              | NFC                              | West                             | 3                                | 6                                | 10                               | 0                                | non disputati | |                              |
| 1994                             | {{{annof}}}                      | NFL                              | NFC                              | West                             | 3                                | 7                                | 9                                | 0                                | non disputati | |                              |
| 1995                             | {{{annof}}}                      | NFL                              | NFC                              | West                             | 2                                | 9                                | 7                                | 0                                | S Wild Card Game contro i Green Bay Packers (37-20) | |                              |
| 1996                             | {{{annof}}}                      | NFL                              | NFC                              | West                             | 4                                | 3                                | 13                               | 0                                | non disputati | |                              |
| 1997                             | {{{annof}}}                      | NFL                              | NFC                              | West                             | 3                                | 7                                | 9                                | 0                                | non disputati | |                              |
| 1998                             | {{{annof}}}                      | NFL                              | NFC                              | West                             | 1                                | 14                               | 2                                | 0                                | V Divisional Play-off contro i San Francisco 49ers (20-18) V NFC Championship contro i Minnesota Vikings (30-27) S Super Bowl XXXIII contro i Denver Broncos (34-19) | |                              |
| 1999                             | {{{annof}}}                      | NFL                              | NFC                              | West                             | 3                                | 5                                | 11                               | 0                                | non disputati | |                              |
| 2000                             | {{{annof}}}                      | NFL                              | NFC                              | West                             | 5                                | 4                                | 12                               | 0                                | non disputati | |                              |
| 2001                             | {{{annof}}}                      | NFL                              | NFC                              | West                             | 4                                | 7                                | 9                                | 0                                | non disputati | |                              |
| 2002                             | {{{annof}}}                      | NFL                              | NFC                              | South                            | 2                                | 9                                | 6                                | 1                                | V Wild Card Game contro i Green Bay Packers (27-7) S Divisional play-off contro i Philadelphia Eagles (20-6)                                                         | Inseriti nella NFC South.                                                                                     |                              |
| 2003                             | {{{annof}}}                      | NFL                              | NFC                              | South                            | 4                                | 5                                | 11                               | 0                                | non disputati | |                              |
| 2004                             | {{{annof}}}                      | NFL                              | NFC                              | South                            | 1                                | 11                               | 5                                | 0                                | V Divisional play-off contro i Saint Louis Rams (47-17) S NFC Championship contro i Philadelphia Eagles (27-10)                                                      | |                              |
| 2005                             | {{{annof}}}                      | NFL                              | NFC                              | South                            | 3                                | 8                                | 8                                | 0                                | non disputati | |                              |
| 2006                             | {{{annof}}}                      | NFL                              | NFC                              | South                            | 3                                | 7                                | 9                                | 0                                | non disputati | |                              |
| 2007                             | {{{annof}}}                      | NFL                              | NFC                              | South                            | 4                                | 4                                | 12                               | 0                                | non disputati | |                              |
| 2008                             | {{{annof}}}                      | NFL                              | NFC                              | South                            | 2                                | 11                               | 5                                | 0                                | S Wild Card Game contro gli Arizona Cardinals (30-24) | |                              |
| 2009                             | {{{annof}}}                      | NFL                              | NFC                              | South                            | 2                                | 9                                | 7                                | 0                                | non disputati | |                              |
| 2010                             | {{{annof}}}                      | NFL                              | NFC                              | South                            | 1                                | 13                               | 3                                | 0                                | S Divisional play-off contro i Green Bay Packers (48-21) | |                              |
| 2011                             | {{{annof}}}                      | NFL                              | NFC                              | South                            | 2                                | 10                               | 6                                | 0                                | S Wild Card Game contro i New York Giants (2-24) | |                              |
| 2012                             | {{{annof}}}                      | NFL                              | NFC                              | South                            | 1                                | 13                               | 3                                | 0                                | V Divisional play-off contro i Seattle Seahawks (28-30) S NFC Championship contro i San Francisco 49ers (28-24)                                                      | |                              |
| 2013                             | {{{annof}}}                      | NFL                              | NFC                              | South                            | 3                                | 4                                | 12                               | 0                                | non disputati | |                              |
| Totale                           | Totale                           | Totale                           | Totale                           | Totale                           | Totale                           | 326                              | 420                              | 6                                | Record di stagione regolare | Record di stagione regolare                                                                                   | Record di stagione regolare  |
| Totale                           | Totale                           | Totale                           | Totale                           | Totale                           | Totale                           | 7                                | 13                               |                                  | Record dei play-off | Record dei play-off                                                                                           | Record dei play-off          |
| Totale                           | Totale                           | Totale                           | Totale                           | Totale                           | Totale                           | 333                              | 433                              | 6                                | Stagione regolare e play-off | Stagione regolare e play-off                                                                                  | Stagione regolare e play-off |

Legenda
- Vittoria nel Super Bowl (dal 1966)
- Vittoria nella lega (1920-1969)
- Vittoria nella Conference

- Vittoria nella Division
- Qualificazione al Wild Card Game (dal 1978)
- V = Vittorie

- S = Sconfitte
- P = Pareggi
- T = Posizione a pari merito